# Biotyp
Als Biotyp bezeichnet man eine genetisch homogene Gruppe von Individuen (Population), die durch Selbstbefruchtung oder durch Parthenogenese entstanden sind. Die Gruppe unterscheidet sich physiologisch von anderen Biotypen derselben Art.
Der Biotyp ist durch die Art seiner Entstehung ein Sonderfall des Ökotyps. 